# Coix gasteenii
Coix gasteenii är en gräsart som beskrevs av Bryan Kenneth Simon. Coix gasteenii ingår i släktet tårgräs, och familjen gräs. Inga underarter finns listade i Catalogue of Life.